# Campeonato Paulista de Futebol de 1955
O Campeonato Paulista de Futebol de 1955 foi a 15.ª edição do campeonato organizado pela Federação Paulista de Futebol. Teve o Santos FC como campeão, após um jejum de 20 anos.
Del Vecchio, do Santos, foi o artilheiro, com 23 gols.

## Participantes
Foram participantes desta edição: Portuguesa, Corinthians, Palmeiras e São Paulo, (todas de São Paulo), Santos e Jabaquara (ambas de Santos), Guarani e Ponte Preta (ambas de Campinas), XV de Novembro de Piracicaba, (de Piracicaba), XV de Novembro de Jaú (de Jaú), Noroeste (de Bauru), São Bento (de São Caetano do Sul), Taubaté (de Taubaté) e Linense (de Lins).
Em relação ao ano anterior, entraram Taubaté, promovido da Segunda Divisão, além do Jabaquara, de Santos, como convidado da Federação Paulista de Futebol, e saíram o Juventus e o Ypiranga, ambos de São Paulo, rebaixados no ano anterior.

## Regulamento
O campeonato foi disputado em turno e returno, com pontos corridos, sendo campeã a equipe que somar o maior número de pontos na soma dos dois turnos. O melhor colocado do interior receberia o Troféu Paulo Machado de Carvalho, como o "campeão do interior".

## Dados do campeão

### Artilheiros do Santos
- Del Vecchio: 23 gols[5]
- Vasconcelos: 13 gols
- Álvaro: 12 gols
- Pepe: 10 gols[4]
- Alfredinho e Tite: 4 gols
- Urubatão: 2 gols
- Zito, Negri, Pagão, Feijó: 1 gol cada

### Número de jogos disputados pelos jogadores do Santos

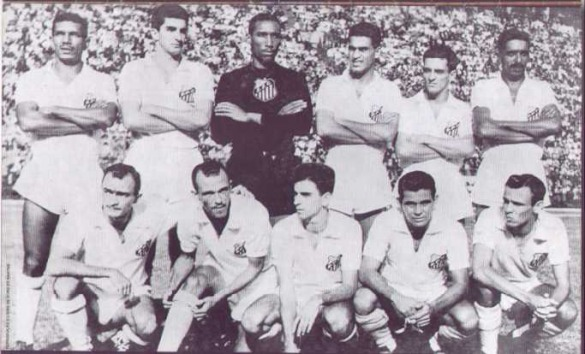
A equipe santista que foi campeã depois de 20 anos do último título paulista

Manga (20); Hélvio (24) e Ivã (17); Ramiro (25), Formiga (23) e Zito (19); Alfredinho (20), Álvaro (23), Del Vecchio (22), Vasconcelos (24) e Tite (15), Barbosinha (6); Wilson (1) e Feijó (5); Sarno (6), Urubatão (13); Carlinhos (1), Juan Negri (6), Pagão (3)  e Pepe (13)

### Partidas disputadas pelo Santos no Campeonato Paulista de 1955
03/08/1955 Santos 0 x 0 Noroeste - Vila Belmiro - Santos
07/08/1955 Santos 6 x 3 Ponte Preta - Vila Belmiro - Santos
14/08/1955 Taubaté 1 x 2 Santos - Estádio Joaquim de Morais Filho - Taubaté
28/08/1955 Corinthians 2 x 2 Santos - Pacaembu - São Paulo
04/09/1955 Santos 7 x 1 Jabaquara - Vila Belmiro - Santos
07/09/1955 Santos 3 x 1 São Paulo - Vila Belmiro - Santos
11/09/1955 XV de Piracicaba 1 x 2 Santos - Estádio Roberto Gomes Pedrosa - Piracicaba
18/09/1955 Linense 2 x 3 Santos - Estádio Municipal Gilberto Siqueira Lopes - Lins
24/09/1955 Palmeiras 1 x 3 Santos - Pacaembu - São Paulo
28/09/1955 Santos 2 x 0 São Bento - Vila Belmiro - Santos
02/10/1955 Santos 4 x 1 XV de Jaú - Vila Belmiro - Santos
09/10/1955 Guarani 4 x 2 Santos - Estádio Brinco de Ouro da Princesa - Campinas
16/10/1955 Santos 3 x 1 Portuguesa - Vila Belmiro - Santos
30/10/1955 Santos 2 x 0 XV de Piracicaba - Vila Belmiro - Santos
06/11/1955 Santos 5 x 0 Linense - Vila Belmiro - Santos
09/11/1955 Ponte Preta 2 x 4 Santos - Estádio Moisés Lucarelli - Campinas
13/11/1955 Portuguesa 8 x 0 Santos - Pacaembu - São Paulo
20/11/1955 Santos 5 x 0 Guarani - Vila Belmiro - Santos
27/11/1955 São Paulo 3 x 1 Santos - Pacaembu - São Paulo
04/12/1955 Noroeste 2 x 3 Santos - Estádio Doutor Alfredo de Castilho - Bauru
11/12/1955 XV de Jaú 0 x 3 Santos - Estádio Arthur Simões - Jaú
18/12/1955 Santos 3 x 1 Palmeiras - Vila Belmiro - Santos
24/12/1955 Santos 2 x 0 Jabaquara - Vila Belmiro - Santos
31/12/1955 São Bento 2 x 0 Santos - Estádio Municipal Anacleto Campanella - São Caetano do Sul
08/01/1956 Santos 2 x 3 Corinthians - Vila Belmiro - Santos
15/01/1956 Santos 2 x 1 Taubaté - Vila Belmiro - Santos

## Jogo do título[6]
| 15 de janeiro de 1956 | Santos                | 2–1           | Taubaté   | Vila Belmiro, Santos, São Paulo                          |
|                       | Álvaro 15' · Pepe 65' | Ficha técnica | Berto 54' | Público: 8 500 Renda: Cr$ 663.310,00 Árbitro: João Etzel |

Santos: Manga; Hélvio e Feijó; Ramiro, Formiga e Urubatão; Tite, Negri, Del Vecchio, Álvaro e Pepe. Técnico: Lula
Taubaté: Floriano; Rubens e Porunga; Arati, Manduco e Zé Américo; Silvio, Durval, Berto, Manteiga e Hélio. Técnico: Aymoré Moreira

### Curiosidade
Além da importância histórica, a conquista do título Paulista de 1955 rendeu a popular marchinha “Leão do Mar”, composta por Maugeri Neto e Maugeri Sobrinho, ainda hoje cantada como um hino popular do clube.

## Classificação final
| Classificação - Final | Classificação - Final | Classificação - Final | Classificação - Final | Classificação - Final | Classificação - Final | Classificação - Final | Classificação - Final | Classificação - Final | Classificação - Final | Classificação - Final | Classificação - Final |
| Time | Time                  | PG                    | J                     | V                     | E                     | D                     | GP                    | GC                    | SG                    |                       |                       |
| --- | --------------------- | --------------------- | --------------------- | --------------------- | --------------------- | --------------------- | --------------------- | --------------------- | --------------------- | --------------------- | --------------------- |
| 1 | Santos                | 40                    | 26                    | 19                    | 2                     | 5                     | 71                    | 40                    | 31                    |                       |                       |
| 2 | Corinthians           | 39                    | 26                    | 18                    | 3                     | 5                     | 54                    | 32                    | 22                    |                       |                       |
| 3 | São Paulo             | 38                    | 26                    | 16                    | 6                     | 4                     | 72                    | 37                    | 35                    |                       |                       |
| 4 | Palmeiras             | 35                    | 26                    | 15                    | 5                     | 6                     | 60                    | 43                    | 17                    |                       |                       |
| 5 | Portuguesa            | 29                    | 26                    | 13                    | 3                     | 10                    | 61                    | 47                    | 14                    |                       |                       |
| 6 | Guarani               | 27                    | 26                    | 11                    | 5                     | 10                    | 48                    | 44                    | 4                     |                       |                       |
| 7 | XV de Jaú             | 22                    | 26                    | 6                     | 10                    | 10                    | 45                    | 49                    | -4                    |                       |                       |
| 8 | Taubaté               | 21                    | 26                    | 7                     | 7                     | 12                    | 48                    | 50                    | -2                    |                       |                       |
| 9 | Ponte Preta           | 21                    | 26                    | 7                     | 7                     | 12                    | 44                    | 52                    | -8                    |                       |                       |
| 10 | XV de Piracicaba      | 21                    | 26                    | 8                     | 5                     | 13                    | 50                    | 64                    | -14                   |                       |                       |
| 11 | São Bento de SCS      | 20                    | 26                    | 7                     | 6                     | 13                    | 37                    | 58                    | -21                   |                       |                       |
| 12 | Linense               | 19                    | 26                    | 5                     | 9                     | 12                    | 37                    | 59                    | -22                   |                       |                       |
| 13 | Noroeste              | 17                    | 26                    | 4                     | 9                     | 13                    | 39                    | 57                    | -18                   |                       |                       |
| 14 | Jabaquara             | 15                    | 26                    | 5                     | 5                     | 16                    | 33                    | 67                    | -34                   |                       |                       |
| PG - Pontos Ganhos; J - Jogos; V - Vitórias; E - Empates; D - Derrotas; GP - Gols Pró; GC - Gols Contra; SG - Saldo de Gols |                       |                       |                       |                       |                       |                       |                       |                       |                       |                       |                       |

|  |         |
|  | Campeão |

| Campeão Paulista de 1955 |
| ------------------------ |
| Santos (2º título)       |